# Thomas Beaufort, Duque de Exeter
Thomas Beaufort, duque de Exeter KG (Château de Beaufort, Goudet, janeiro de 1377 — Greenwich, 31 de dezembro de 1426) foi um comandante militar inglês durante a Guerra dos Cem Anos, e brevemente Lorde Chancellor da Inglaterra.

## Biografia
Tomás Beaufort foi o terceiro dos quatro filhos de John of Gaunt, duque de Lancaster, e sua amante Catarina Swynford. Para superar sua problemática paternidade, seus pais se casaram em 1396 e ele e seus irmãos foram legitimados em duas ocasiões distintas, em 1390 pelo papa e novamente em 1397 pelo rei. Ele se casou com Margaret Neville, filha de Sir Thomas Neville, de Hornby, e tiveram um filho, Henry Beaufort, que morreu jovem.
Beaufort serviu primeiro seu meio-irmão Henrique IV na guerra galesa e no mar. Nomeado vice-marechal da Inglaterra em 6 de junho de 1405. Quando o príncipe Henrique controlava o conselho do rei, foi nomeado Chanceler da Inglaterra de 31 de janeiro de 1410 a 5 de janeiro de 1412. Criado Conde de Dorset em 1411. Almirante vitalício da Inglaterra, Irlanda e Aquitânia em 3 de março de 1412. Ele participou da expedição francesa de Clarence e foi brevemente tenente na Gasconha. Após a captura de Harfleur, ele a defendeu contra ataques franceses e foi recompensado com a promoção a Duque de Exeter em 18 de novembro de 1416, por Henrique V. Enquanto visitava santuários do norte do país em 1417, Beaufort organizou a repulsão de uma invasão escocesa. A partir de 1418, o duque teve um papel proeminente na conquista da Normandia; ele foi governador de Rouen e Paris. Criado Conde de Harcourt e Seigneur de Lillebonne em 1 de julho de 1418. Ele esteve presente no leito de morte de Henrique V. Foi nomeado membro do conselho de Humphrey, Duque de Gloucester, Protetor do Reino, em dezembro de 1422, e foi um membro sênior do conselho de Henrique VI em seus últimos anos. Foi sepultado na capela da Santíssima Virgem anexa à igreja de St Edmund's Bury na diocese de Norwich. Com sua morte, seus títulos foram extintos.